# Nacionalna država
Pojam nacionalna država, za razliku od općenitijeg pojma "država", odnosi se na državu u kojoj prevladava jedna nacija. 
Ovaj se oblik države uobičajio tijekom zadnjih nekoliko stoljeća (pogotovo u zadnjih pedeset godina, osim u Africi), pa se danas za većinu država može reći da su nacionalne države. Makar je, primjerice, u Europi postojala svijest o etničkoj pripadnosti, tipična država je obuhvaćala različite narode - tako je primjerice Ugarska obuhvatila prostrana područja nastanjena pretežno Hrvatima, Rumunjima i Slovacima, te mnoga naselja nastanjena drugim etničkim zajednicama, primjerice Srbima i Nijemcima; sve to bez nekog organiziranog nastojanja da se te zajednice mađarizira. Na sličan je način Poljska u svojem povijesnom zenitu od 16. do 18. stoljeća obuhvatila široka područja u kojima je bilo malo ili nimalo Poljaka.
Od 18. stoljeća širi se svijetom sve više ideja o nacionalnoj državi - nacionalizam, koji svoju punu afirmaciju dobiva u Deklaraciji o pravima čovjeka i građanina iz 1789. godine, u čijem članku 3. Francuska revolucija deklarira:  «Izvor suverenosti nalazi se u Naciji. Nijedno tijelo i nijedan pojedinac ne može vladati bez izričitog dopuštenja Nacije.» Time je "nacija", koji se termin do tada koristio da bi se iskazala etnička pripadnost, postala temelj suvereniteta, tj. nije država više počivala na monarhu i tijelu plemstva, nego na širokoj zajednici državljana, koji više nisu ničiji podanici.
Do danas ima država gdje se teško može reći da prevladava jedna nacija. Sve se dodatno komplicira ako se upitamo što je nacija. 
Mnoge države, kao što su Belgija i Švicarska, sadrže brojne jezične, vjerske ili etničke skupine, od kojih nijedna nema očiglednu prevlast. Ipak, nacionalni se identitet može izgraditi unatoč tim razlikama, kao što pokazuju Švicarska i Sjedinjene Američke Države. 
Bolji primjer suvremene nenacionalne države jest Velika Britanija, koju sačinjavaju četiri nacije: Engleska, Škotska, Sjeverna Irska i Wales. Iako je Engleska u prošlosti vladala Velikom Britanijom, danas to više nije slučaj. Sličan primjer je suvremena Španjolska, u kojoj Baski, Katalonci i Galicijci tvrde da su zasebne nacije, koje se razlikuju od povijesno dominantne Kastilje (španjolski ustav iz 1978. godine spominje "regije i nacionalnosti" unutar Španjolske i implicitno potvrđuje da su oduvijek postojale).
Francuska je kroz povijest uspjela u jedinstvenu nacionalnu državu galskog predznaka uvesti elemente koji su kulturno izuzetno različiti: Bretanja, Akvitanija, Languedoc i Burgundija. Ipak, bila je manje uspješna na Korzici.
U mnogim slučajevima, kao što su Kanada, Švicarska, Sjedinjene Američke Države, Indonezija, Iran, Indija i Kina, radilo se na stvaranju nacionalnog identiteta koji uključuje različite skupine unutar iste nacionalne države. 
Kina je zato stvorila pojam "zhonghua minzu" (kineski narod), koji uključuje razne etničke skupine.
Primjeri nenacionalnih država su carstva koja pokrivaju više od jedne nacije, gradovi-države koji mogu biti unutar nacije, talasokracije, nacije ili plemena Indijanaca, koji nemaju svoju državu, kao i suverene korporacije (recimo, British East India Company).  Palestinci se ponekad spominju kao Nacija bez države, što se govorilo i za europske Židove prije službenog osnutka Izraela 1948. godine.